# Peter Truskowski
Peter Truskowski (* 4. Juni 1969 in Remscheid) ist ein ehemaliger deutscher Basketballspieler.

## Laufbahn
Truskowski wechselte 1987 vom Remscheider SV zu Goldstar Hagen (1990 in Brandt Hagen umbenannt), wurde mit Hagen deutscher A-Jugend-Meister und war von 1987 bis 1991 Mitglied der Hagener Mannschaft in der Basketball-Bundesliga. Der 2,05 Meter große Innenspieler wechselte zum SVD 49 Dortmund, für den er im Spieljahr 1992/93 wiederum in Deutschlands höchster Spielklasse auf dem Feld stand. Die Dortmunder erzielten jedoch in der Gruppe Nord mit elf Siegen in 32 Spielen einen Sieg weniger als Brandt Hagen und mussten als Tabellenletzter gleich darauf wieder absteigen.
Nach dem Rückzug der Dortmunder in die Amateurklassen wechselte Truskowski daraufhin erneut innerhalb Westfalens zu Forbo Paderborn 91. Mit der Mannschaft gelang ihm in der Zweitligasaison 1993/94 als Tabellenerster erstmals in der Vereinsgeschichte den Aufstieg in die höchste Spielklasse. Truskowski wechselte im Anschluss in die damals dritthöchste Spielklasse Regionalliga West zur TG Rote Erde Schwelm, bevor er in der Saison 1996/97 den Zweitligisten VfL Bochum für ein Jahr verstärkte. Anschließend spielte Truskowski erneut wieder in Schwelm.
1999 kehrte Truskowski zum Remscheider SV zurück. Beruflich wurde er als Ingenieur tätig.

### Nationalmannschaft
Im Jahr 1988 nahm er mit der bundesdeutschen Auswahl an der Junioren-Europameisterschaft teil und erzielte während des Turniers je Begegnung im Schnitt sieben Zähler.